# Hallmark
Hallmark — кинокомпания и телевизионный канал, транслирующийся в США. Специализируется на производстве и трансляции классических сериалов и фильмов, ориентированных на семейный просмотр. Владельцем является Crown Media Holdings.
1 февраля 2010 года был запущен «Hallmark Channel HD», транслирующийся в формате высокой чёткости.

## История

### Предыстория. VISN/ACTS и Odyssey Network
Канал Hallmark ведёт свою историю с момента запуска двух отдельных религиозных кабельных каналов Американской христианской телевизионной системы (ACTS) и межконфессиональной спутниковой сети Vision (VISN). Эти две организации начали чередовать время на общем слоте транспондера на спутнике Galaxy III в 1992 году. В соответствии с первоначальным соглашением о разделении эфирного времени между собой, сеть была обозначена как VISN/ACTS. Каждой сети было предоставлены свои таймслоты для трансляции собственных программных блоков, во время которых на экране отображались их собственные логотипы.
VISN был запущен 1 июля 1988 года и был основан Национальной межконфессиональной кабельной коалицией в сотрудничестве с несколькими поставщиками услуг кабельного ТВ. В состав коалиции входили 65 различных религиозных групп. Он выходил в эфир около 16 часов в сутки и транслировал религиозные программы основных протестантских конфессий, таких как Объединённая методистская церковь, Евангелическая лютеранская церковь в Америке и Объединённая Церковь Христа. Кроме того, некоторые программы каналу также предоставляли Римско-католическая церковь, Церковь Иисуса Христа Святых последних дней, иудейская и исламская общины. VISN выходил в эфир в утренние и вечерние часы. ACTS начала свою деятельность в 1984 году и принадлежала Южной баптистской конвенции. Этот канал транслировал программы евангелических и фундаменталистских нехаризматических христианских групп, таких как SBC, Христианская реформатская церковь и Ассоциация регулярных баптистских церквей, а также известных евангелистов, таких как Джерри Фолуэлл, Чарльз Стэнли и Д. Джеймс Кеннеди. Оба канала транслировали по несколько часов в неделю религиозные детские программы, некоторые из которых пересекались, как Sunshine Factory, Joy Junction, Davey and Goliath и Jot.
В 1993 году сеть была переименована в Канал веры и ценностей (The Faith & Values Channel). В это время он начал добавлять в свою программную сетку светские программы, такие как аэробика-шоу с демонстрацией упражнений, шоу о здоровье и кулинарии, а также семейные драматические сериалы и фильмы.
В 1995 году кабельный конгломерат Tele-Communications Inc. Liberty Media приобрёл 49 % акций Канала веры и ценностей и взял на себя оперативный контроль над сетью. Он добавил больше светских программ в сетку и сократил религиозное вещание примерно до 10 часов в день. В 1996 году сеть была переименована в Odyssey Network (хотя в рекламных акциях в эфире ее часто называли просто «Одиссей») и запустила веб-сайт, Odysseyfamily.com, который использовался для предоставления списков программ для сети.
Регулярными религиозными программами на канале были Учение Христа, Ежедневная месса и Библейский портрет брака. На канале транслировались такие сериалы, как «Бруклинский мост» и «Траппер Джон, доктор медицины», а также детское шоу «Давид и Голиаф клеймэйшн». Канал выпускал шоу под логотипом Odyssey Productions. На канале было эстрадное шоу, организованное госпел-певицей Сиси Уайнанс под названием CeCe’s Place, а 1 июля 1998 года была запущена передача «Ориентиры веры».
В 1997 году скончался генеральный директор канала Гэри Хилл. Hallmark Entertainment и компания Джима Хенсона купили значительные (частично оплаченные программными обязательствами) доли в Odyssey в конце 1998 года. «Либерти» убедила «Холлмарк» не запускать собственный канал ввиду некоторых возникших трудностей. Изначально предполагалось, что Национальная межконфессиональная кабельная коалиция и Hallmark-Henson будут иметь равные доли, в то время как Liberty увеличит свою долю, а три группы разделят контроль над советом директоров. Добавляя в сетку продукты из библиотеки Хенсона и Холлмарка, канал не мог внести серьезных изменений в формат программирования, поэтому кабельные системы не могли отказаться от них. В том же году Hallmark наняла бывшего вице-председателя Fox Kids Network Worldwide Маргарет Лоеш, чтобы превратить Odyssey в семейный канал.
В рамках новой структуры собственности структура вещания Odyssey подверглась серьёзной реконструкции. 4 апреля 1999 года канал провёл ребрендинг со слоганом A Hallmark and Henson Network. Было сокращено количество религиозных программ в эфире в среднем до четырёх часов в день. Канал стал больше ориентироваться на семейные развлекательные программы, включая некоторые классические ситкомы, детские программы и семейные фильмы. На канале состоялась премьера мини-сериала «Путешествия Гулливера», продюсерами выступили Холлмарк и Хенсон. Программа Хенсона на канале включала такие передачи, как Маппет-шоу и Гора Фрэгглов. Появились и другие детские программы, такие как распространявшиеся по синдикации Зоопарк Зообили и Шоу Арчи. Новая программа также подключилась к библиотеке Hallmark Entertainment Hal Roach Studios. В 2000 году канал выпустил в эфир свой первый оригинальный праздничный фильм.
В 2000 году совместно с Hallmark Entertainment, Chase Equity Associates, Liberty Media была образована Crown Media Holdings, Inc. Национальная межконфессиональная кабельная коалиция передала свою 77,5-процентную долю в сети Odyssey Crown Media Holdings. Компания Хенсона, теперь принадлежащая EM.TV & Merchandising, продала в марте 2001 года Crown Media Holdings оставшуюся долю собственности в сети Odyssey.

### Канал Hallmark
5 августа 2001 года канал подвергся ещё одному ребрендингу, вновь став каналом Hallmark. Мини-сериал Бесконечные миры по Герберту Уэллсу стал первым проектом, запущенным в ходе этого ребрендинга. Новая оригинальная программа на этот год включала в себя третью часть серии фильмов о Шерлоке Холмсе и пять других фильмов, два мини-сериала и три сценария, один из которых был сделан компанией Джима Хенсона. В апреле 2001 года Crown Media приобрела 700 наименований фильмов у кинотеки Hallmark Entertainment Distribution, стопроцентной дочерней компании Hallmark Entertainment, для своих кабельных каналов и Crown Interactive. В 2005 году канал начал выпускать воскресную ночную серию Mystery movie wheel под названием Mystery Movie.
В 2002 году на канале Hallmark состоялась премьера утреннего ток-шоу Новое утро. Воскресная версия, организованная Наоми Джадд под названием Новое утро Наоми, дебютировала в 2005 году и продлилась два года, после чего в начале 2007 года она была закрыта.
В 2005 году каналы Hallmark на международных рынках были проданы примерно за 242 миллиона долларов Sparrowhawk Media, группе прямых инвестиций, поддерживаемой Providence Equity Partners и 3i. В том году канал имел самый высокий рейтинг с 34%-ным увеличением числа зрителей и занял седьмое место по росту. Самый высокий рейтинг (3,6 %) пришёлся на фильм Meet the Santas, показанный на Hallmark.
В 2006 году канал приобрёл лицензию на показ 35 кинопродуктов Warner Bros., включая «Трою» (2007) и «Марш пингвинов» (2005). В 2006 году канал установил новый высокий рейтинг оригинального фильма: самым популярным стал фильм Рождественская открытка (4,2 %).
С истечением срока действия эксклюзивного контракта RHI Entertainment с каналом Hallmark единственным продюсером канала стала Ларри Левинсон Продакшнз. В 2007 году в качестве поставщиков были добавлены дополнительные продюсеры, поскольку канал увеличил количество оригинальных фильмов на 50 % с 20 в 2007 году до 30 в 2008 году.
В январе 2008 года предвыборный штаб Хиллари Клинтон приобрёл час прайм-тайма на канале Hallmark Channel. Со сменой президента компании в мае 2009 года новый президент планировал отодвинуть канал от зависимости от вестернов к более лёгкому контенту, чтобы уменьшить возраст своих зрителей, не отчуждая нынешних, и больше соответствовать бренду Hallmark. В середине июня 2009 года сеть объявила, что будет продавать отдельные рекламные паузы с участием одного рекламодателя. Так называемые быстрые перерывы предваряются короткими бамперами, объявляющими, что показ продолжится после 30-секундного перерыва. Стоимость таких автономных роликов примерно вдвое превышает стоимость обычного 30-секундного рекламного ролика на канале. Канал Hallmark подписал контракт со страховой компанией Mutual of Omaha, выступившей в качестве первого такого покупателя рекламного времени.
В 2010 году канал сделал рывок в программировании передач на тему образа жизни. Многолетняя сделка с Мартой Стюарт Living Omnimedia (MSLO) в январе 2010 года вывела её шоу из синдикации непосредственно в Hallmark в сентябре. Стюарт также продюсировала четыре специальных часа в прайм-тайм канала. 26 марта 2010 года новый блок о доме и образе жизни в будние дни дневных шоу Марты Стюарт начал транслироваться на канале в течение семи часов. Более короткий блок передач Стюарт также начал выходить в эфир по выходным. После одного месяца в эфире с крайне низкими рейтингами блок был сокращён до пяти часов. В январе 2012 года канал убрал шоу Марты Стюарт, даже несмотря на рентабельность.
В 2011 году Hallmark начал показывать свои шоу с участием животных Hero Dog Awards. Его Kitten Bowl 2014 года, по сравнению с Супербоулом, собрал 1 миллион зрителей. Джингл, щенок хаски (персонаж мерчендайзинга Hallmark), был показан в анимированном рождественском специальном выпуске Jingle All the Way 25 ноября 2011 года. В 2012 году программа Рождество в июле была запущена в выходные дни для продвижения нового праздничного проекта Hallmark Cards и стала ежегодным событием.
В четвёртом квартале 2012 года канал Hallmark изменил своё дневное расписание. Канал запустил ток-шоу с Мари Осмонд и проект Home & Family, а также повторы трёх программ MSLO. Также были показаны два телевизионных пилотных фильма: Кедровая бухта и Когда зовёт сердце, экранизации книг.
15 марта 2013 года канал представил новый ориентированный на семейный просмотр киноблок Friday night Movie block, Walden Family Theater, в партнёрстве с Walden Media и другими компаниями. В необычной сделке в 2013 году CBS синдицировала Хорошую жену с Hallmark на 2 потоковых сервиса и телестанции, которые получали шоу по выходным. В апреле 2014 года канал запустил сервис TV Everywhere video on-demand Hallmark Channel Everywhere, который предлагает потоковую подборку фильмов и сериалов канала Hallmark для подписчиков.
В 2015 году Мэрайя Кэри снялась в рождественском фильме для Hallmark.
Первое сезонное программирование канала Winterfest состоялось в январе 2016 года. На своих выступлениях в марте 2016 года руководители канала Hallmark сообщили, что они планируют разделять свои программы на тематические сезоны круглый год, чтобы развить успех Countdown to Christmas и других франшиз.
20 октября 2016 года Hallmark Channel и Hallmark Movies & Mysteries были добавлены к сервису Sling TV. 15 ноября 2017 года PlayStation Vue добавила Hallmark Channel, Hallmark Movies & Mysteries и Hallmark Drama.
В октябре 2017 года канал Hallmark Channel запустил новую, сверхсовременную подписку, известную как Hallmark Movies Now, которая включает в себя новый и существующий оригинальный контент из сети. В октябре 2018 года три линейных канала Hallmark были добавлены к потоковому сервису Philo. Вместе с SiriusXM Crown Media 1 ноября 2018 года был запущен радиоканал Hallmark Channel в формате 24/7 праздничной музыки в рамках кампании Обратный отсчёт до Рождества. В ноябре 2017 года канал обыграл все четыре основные вещательные сети в рейтингах one night со своим фирменным фильмом Зала славы Рождественский поезд. В марте 2019 года Hallmark объявила, что исключила Лори Лафлин из будущих проектов компании из-за её роли в скандале со взяточничеством при поступлении в колледж в 2019 году.

## В России
С 19 апреля 1999 года Hallmark осуществлял своё вещание в России с закадровым переводом на русский язык на спутниковой платформе «НТВ-Плюс». Локализацией канала для российских зрителей занималась компания ZoneVision (как и многих других зарубежных телеканалов). Также канал был доступен у кабельного оператора платного телевидения «Космос-ТВ».
17 сентября 2010 года в России канал сменил название на Diva Universal. Это связано с тем, что бывший Hallmark решил сменить концепцию вещания и сделать канал «женским». В остальном мире Hallmark оставил всё по-старому и до сих пор выпускает фильмы под той же маркой. Впоследствии «Diva Universal» был переформатирован в развлекательный телеканал «E! Entertainment», чьё вещание в России было прекращено 30 апреля 2015 года в связи с уходом компании «NBCUniversal» с российского рынка..

## Хронология названий телеканала
| Название канала            | Год       |
| -------------------------- | --------- |
| ACTS                       | 1984—1988 |
| VISN                       | 1988—1992 |
| VISN/ACTS                  | 1992—1993 |
| The Faith & Values Channel | 1993—1996 |
| Odyssey Network            | 1996—2001 |
| Hallmark Channel           | 2001—2010 |

## Фильмы
По заказу телевизионного канала «Hallmark» были сняты следующие фильмы:
- «Потайные места»
- «Дочь Дэниеля»
- «Великий Мерлин»
- «Белоснежка»
- «Снежная королева»
- «Джек и Бобовое дерево: Правдивая история»